# Seman
Le Seman est un fleuve majeur de l'ouest de l'Albanie.

## Description
Le Seman est formé par le confluent des rivières Devoll et Osum, à quelques kilomètres à l'ouest de Kuçovë. Le fleuve est long de 85 km (avec le cours supérieur du Devoll, il a une longueur de 281 km) et forme le deuxième plus long cours de rivière du pays. Son bassin versant couvre 5 649 km2 et son débit moyen est de 95,7 m3/s.
Il serpente généralement vers l'ouest à travers une plaine plate. Près de Fier, le Seman reçoit la Gjanica par la gauche. Le fleuve se jette dans la mer Adriatique à la limite sud du parc national Divjakë-Karavasta.

## Nom
Dans l'Antiquité classique, le fleuve Seman était connu sous le nom d'Apsus, qui est un dérivé de la racine indo-européenne *ăp- « eau, rivière ». L'hydronyme illyrien Apsus, correspond à Apsias, nom de rivière du sud de l'Italie apporté par les migrations illyriennes (Iapygiens) dans la région. Le nom albanais contemporain Seman/Semen (forme définie : Semani/Semeni), qui est utilisé pour indiquer le cours inférieur de la rivière, a évolué de *Apson- à travers des changements phonétiques albanais. De plus, le nom albanais contemporain Osum (forme définie : Osumi), utilisé pour indiquer le cours supérieur de la rivière, a évolué à partir de *Apsōn(em), mais à travers des changements phonétiques bulgares.